# Fontanara
Le  fontanara est un cépage de cuve allemand de raisins blancs.

## Origine et répartition géographique
Le cépage est une obtention de Hans Breider dans l'institut Bayerische Landesanstalt für Weinbau und Gartenbau à Veitshöchheim près de Wurtzbourg. L'origine génétique est vérifiée et c'est un croisement des cépages Rieslaner x Müller-Thurgau réalisé en 1951. Le cépage est autorisé dans de nombreux Länder en Allemagne mais le cépage est peu multiplié.

## Synonymes
Le fontanara  est connu sous le sigle WÜ B 51-4-10